# Марсак-сюр-л’Иль
Марса́к-сюр-л’Иль (фр. Marsac-sur-l'Isle) — коммуна во Франции, находится в регионе Аквитания. Департамент — Дордонь. Входит в состав кантона Кулунье-Шамье. Округ коммуны — Перигё.
Код INSEE коммуны — 24256.

## География

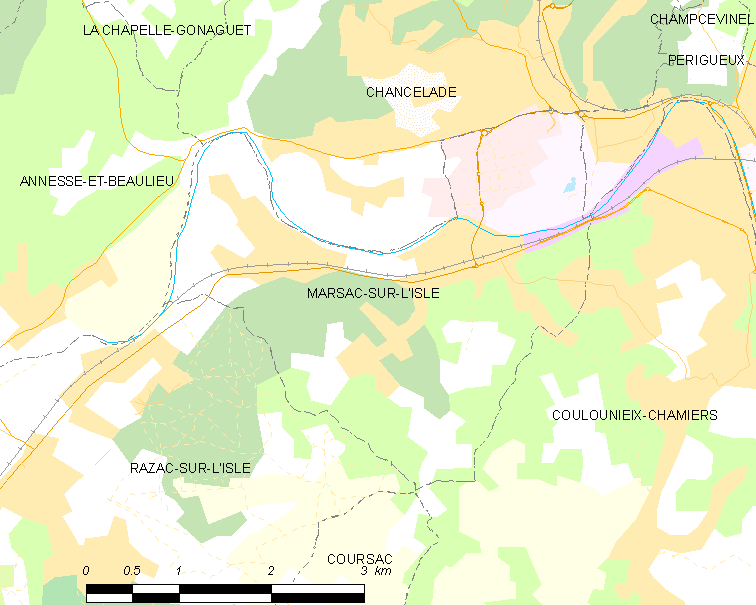
Карта коммуны

Коммуна расположена приблизительно в 430 км к югу от Парижа, в 105 км восточнее Бордо, в 5 км к западу от Перигё.
На севере коммуны протекают реки Иль и Боронна.

### Климат
Климат умеренный океанический со средним уровнем осадков, которые выпадают преимущественно зимой. Лето здесь долгое и тёплое, однако также довольно влажное, здесь не бывает регулярных периодов летней засухи. Средняя температура января — 5 °C, июля — 18 °C. Изредка вследствие стечения неблагоприятных погодных условий может наблюдаться непродолжительная засуха или случаются поздние заморозки. Климат меняется очень часто, как в течение сезона, так и год от года.

## Население
Население коммуны на 2010 год составляло 2956 человек.
| 1962 | 1968 | 1975 | 1982 | 1990 | 1999 | 2010 |
| ---- | ---- | ---- | ---- | ---- | ---- | ---- |
| 1053 | 1216 | 1569 | 1657 | 1939 | 2199 | 2956 |

## Администрация
| Период | Период | Фамилия        | Партия                                            | Примечания |
| ------ | ------ | -------------- | ------------------------------------------------- | ---------- |
| 1944   | 1952   | Луи Сюдер      |                                                   |            |
| 1952   | 1967   | Клеман Лаваль  |                                                   |            |
| 1967   | 1981   | Анри Жакман    |                                                   |            |
| 1981   | 1992   | Рене Бутон     |                                                   |            |
| 1992   | 2000   | Анри Бонгрен   |                                                   |            |
| 2000   | 2001   | Жан-Пьер Сюдер |                                                   |            |
| 2001   | 2020   | Жан-Мари Риго  | Социалистическая партия → Европа Экология Зелёные |            |

## Экономика
В 2010 году среди 1981 человека трудоспособного возраста (15-64 лет) +1464 были экономически активными, 517 — неактивными (показатель активности — 73,9 %, в 1999 году было 70,8 %). Из 1464 активных жителей работали 1309 человек (686 мужчин и 623 женщины), безработных было 155 (71 мужчина и 84 женщины). Среди 517 неактивных 149 человек были учениками или студентами, 210 — пенсионерами, 158 были неактивными по другим причинам.

## Достопримечательности
- Церковь Св. Сатурнина (XII век). Исторический памятник с 1926 года[5]
- Замок Бернарду (XIX век), ныне мэрия
- Замок Марсак
- Замок Сальтгурд

## Фотогалерея

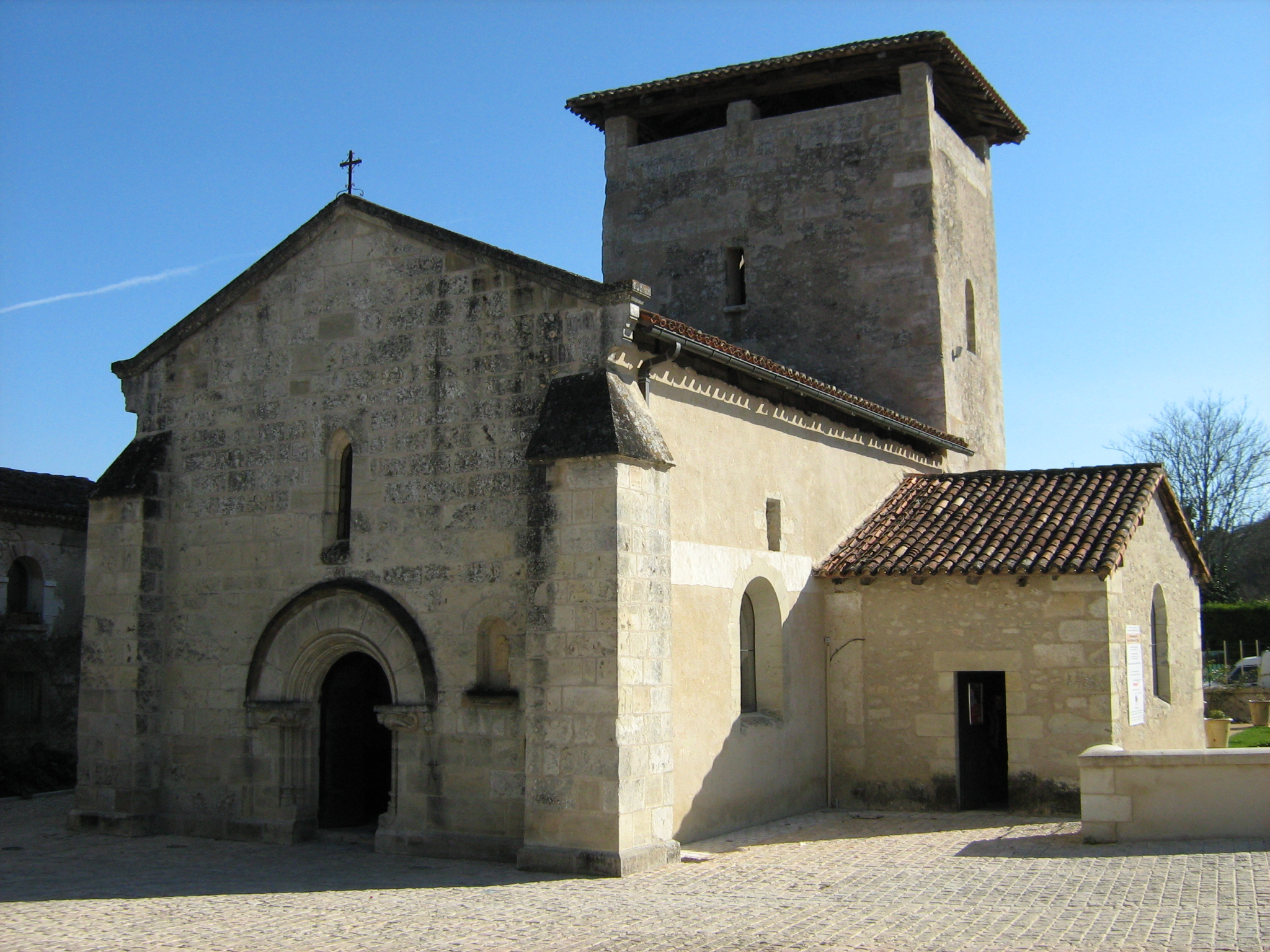
Церковь Св. Сатурнина
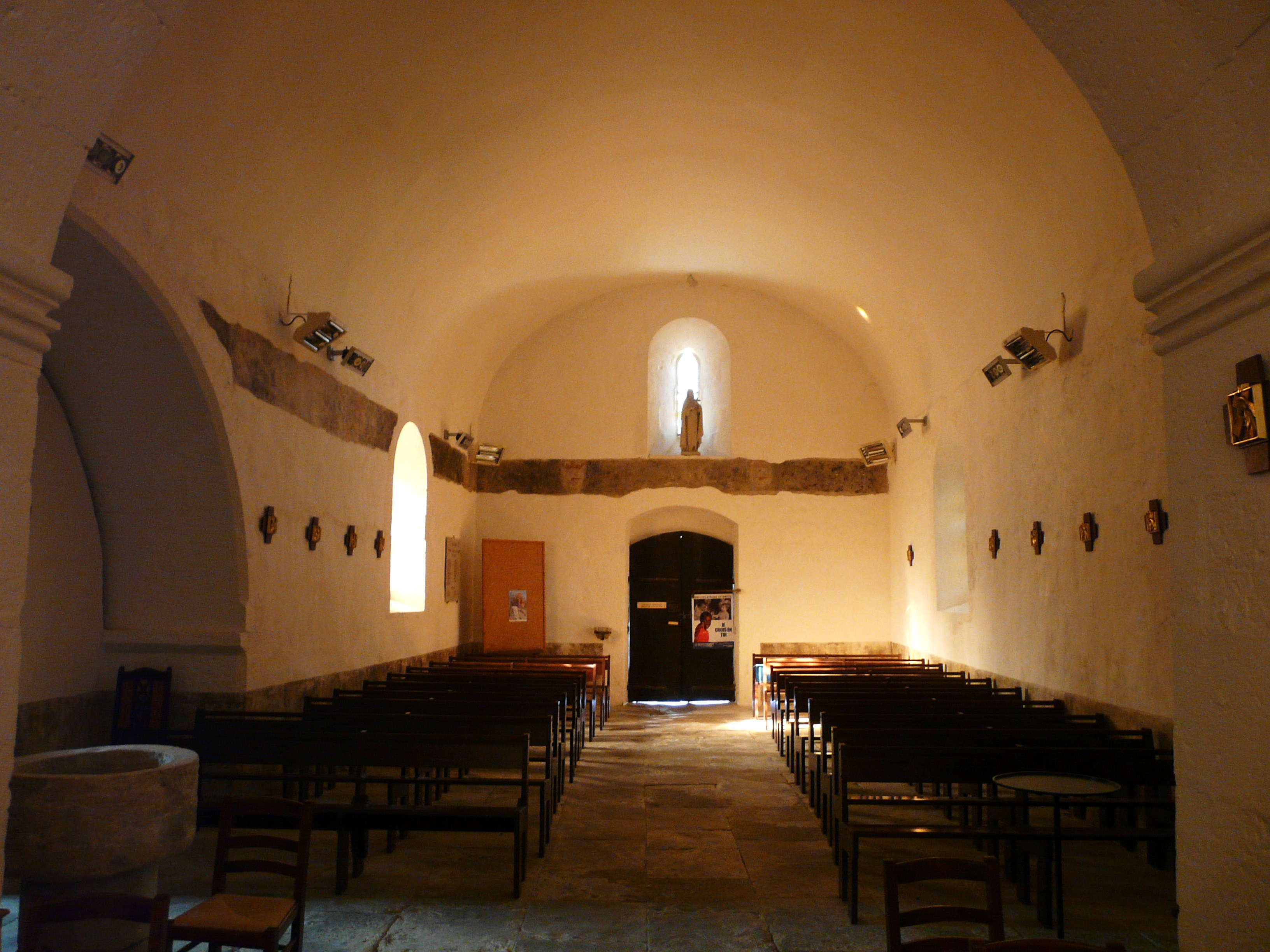
Интерьер церкви Св. Сатурнина
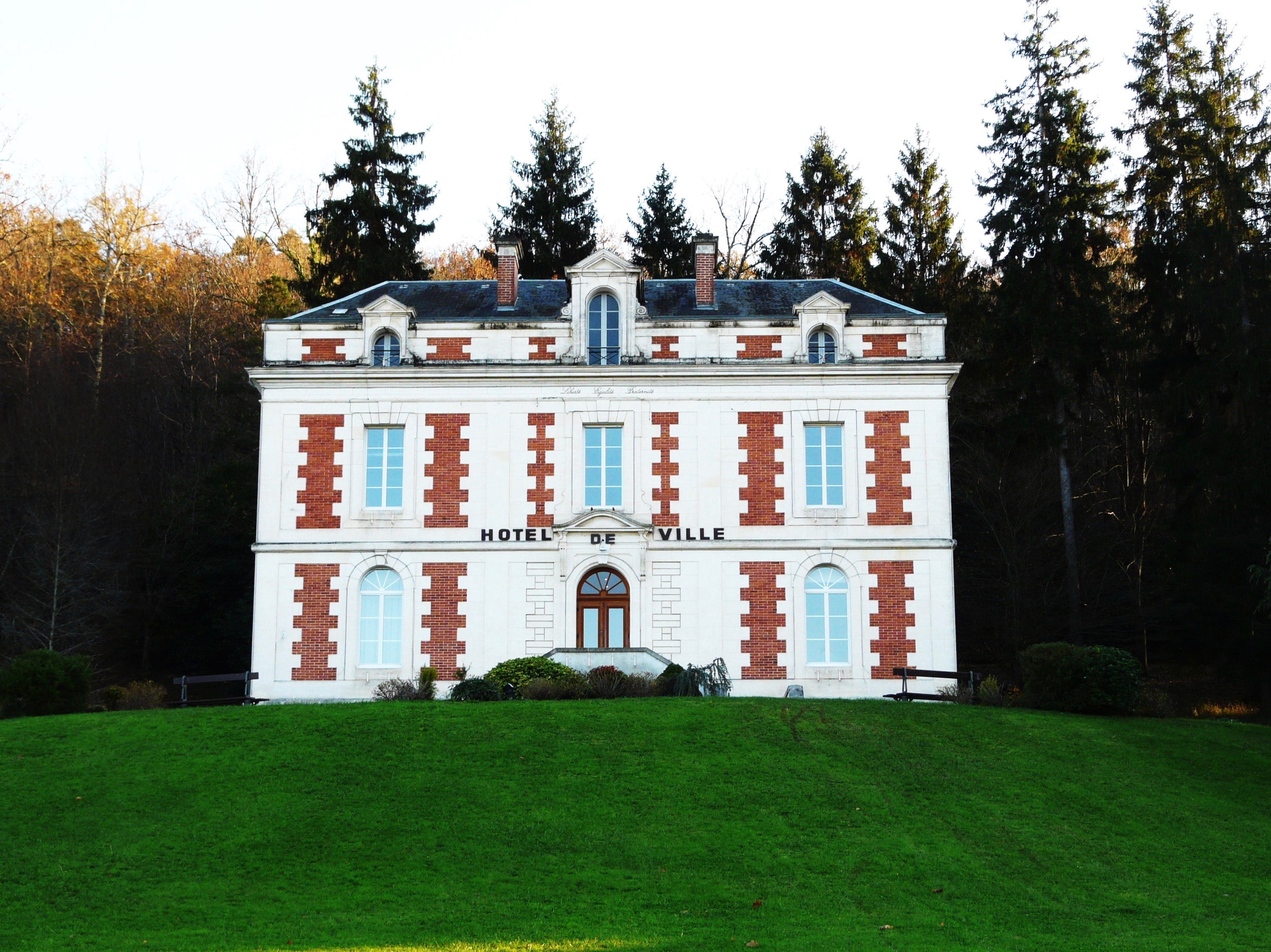
Мэрия (замок Бернарду)
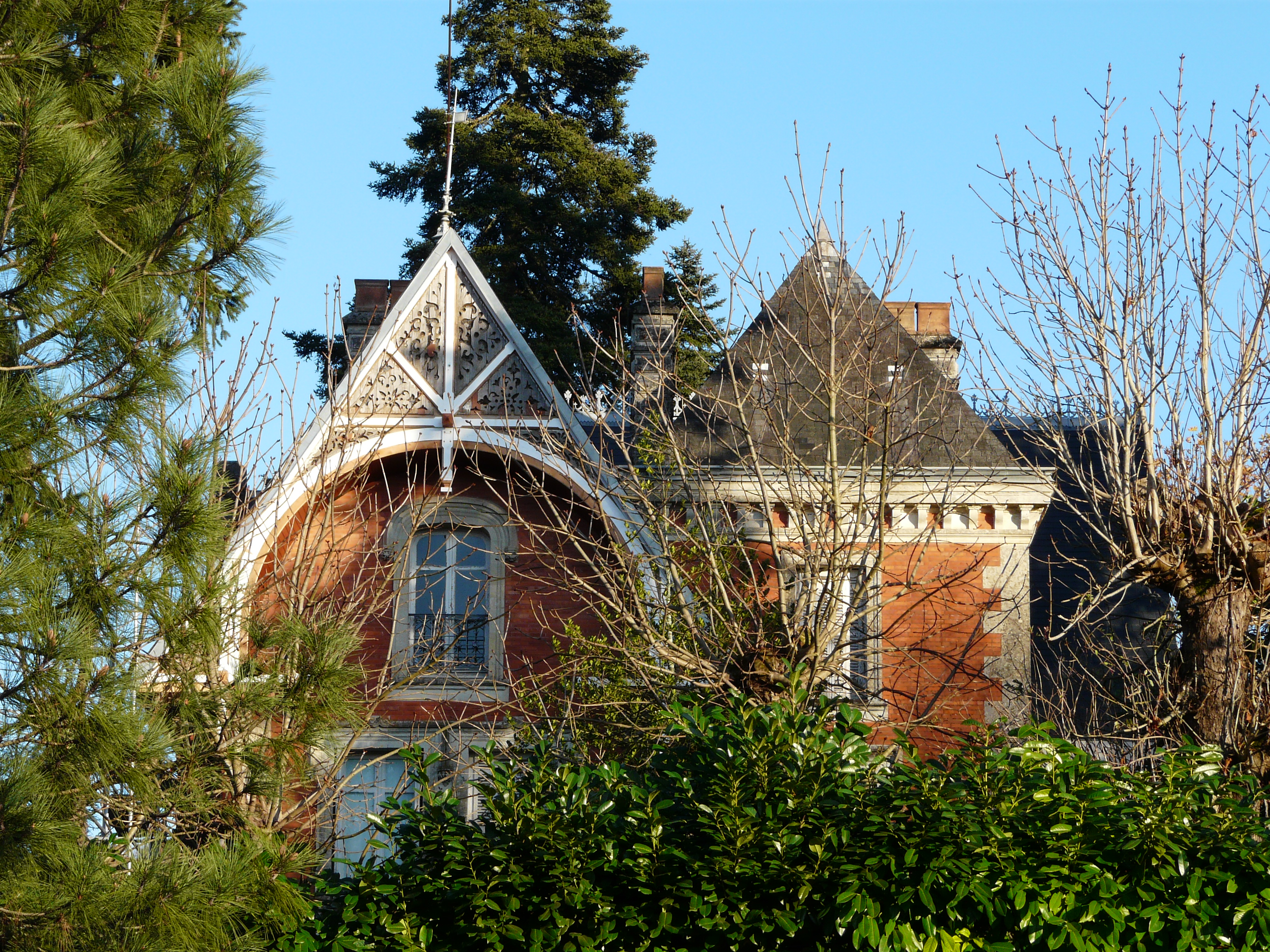
Замок Марсак
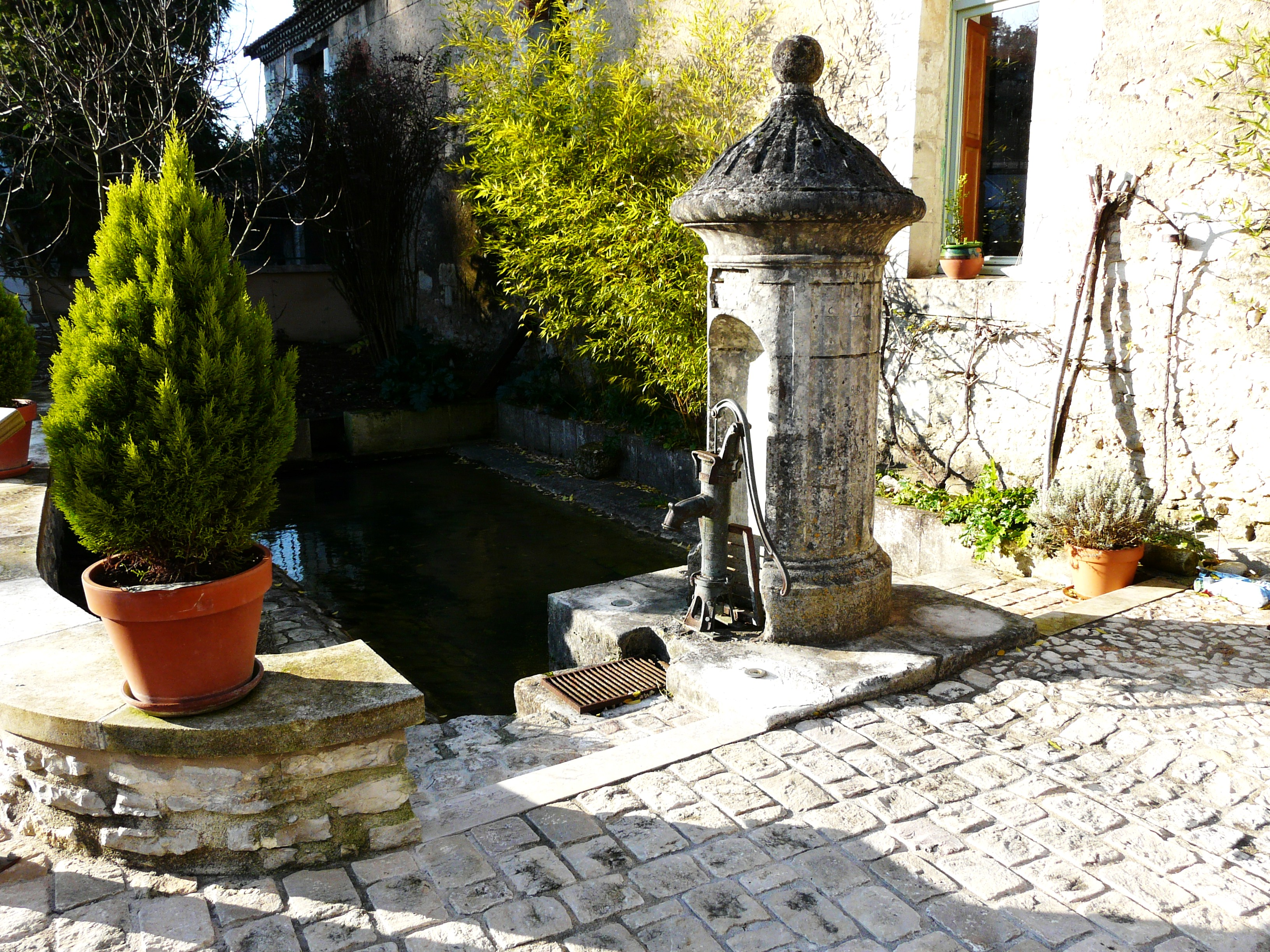
Общественная прачечная
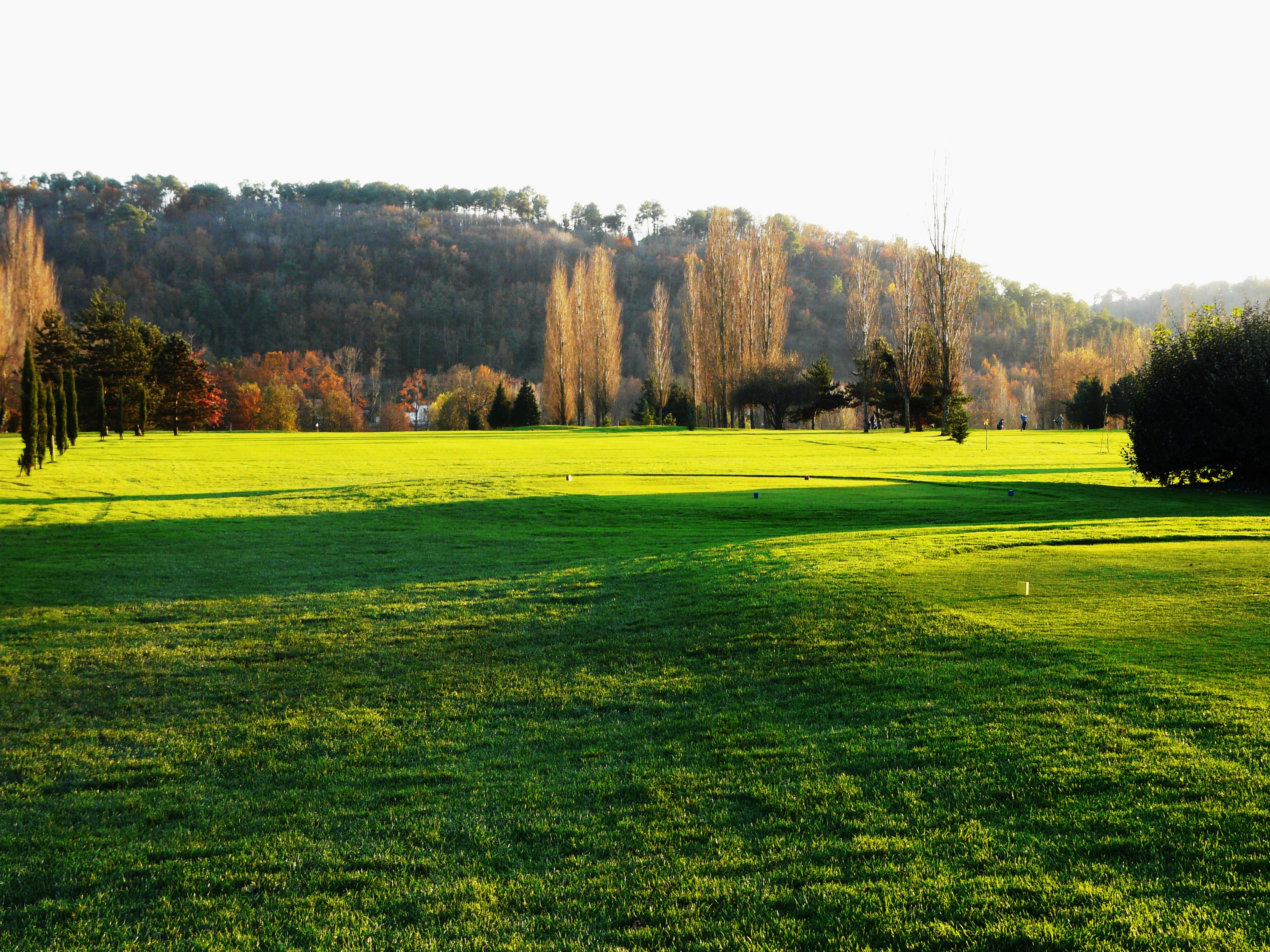
Поле для гольфа
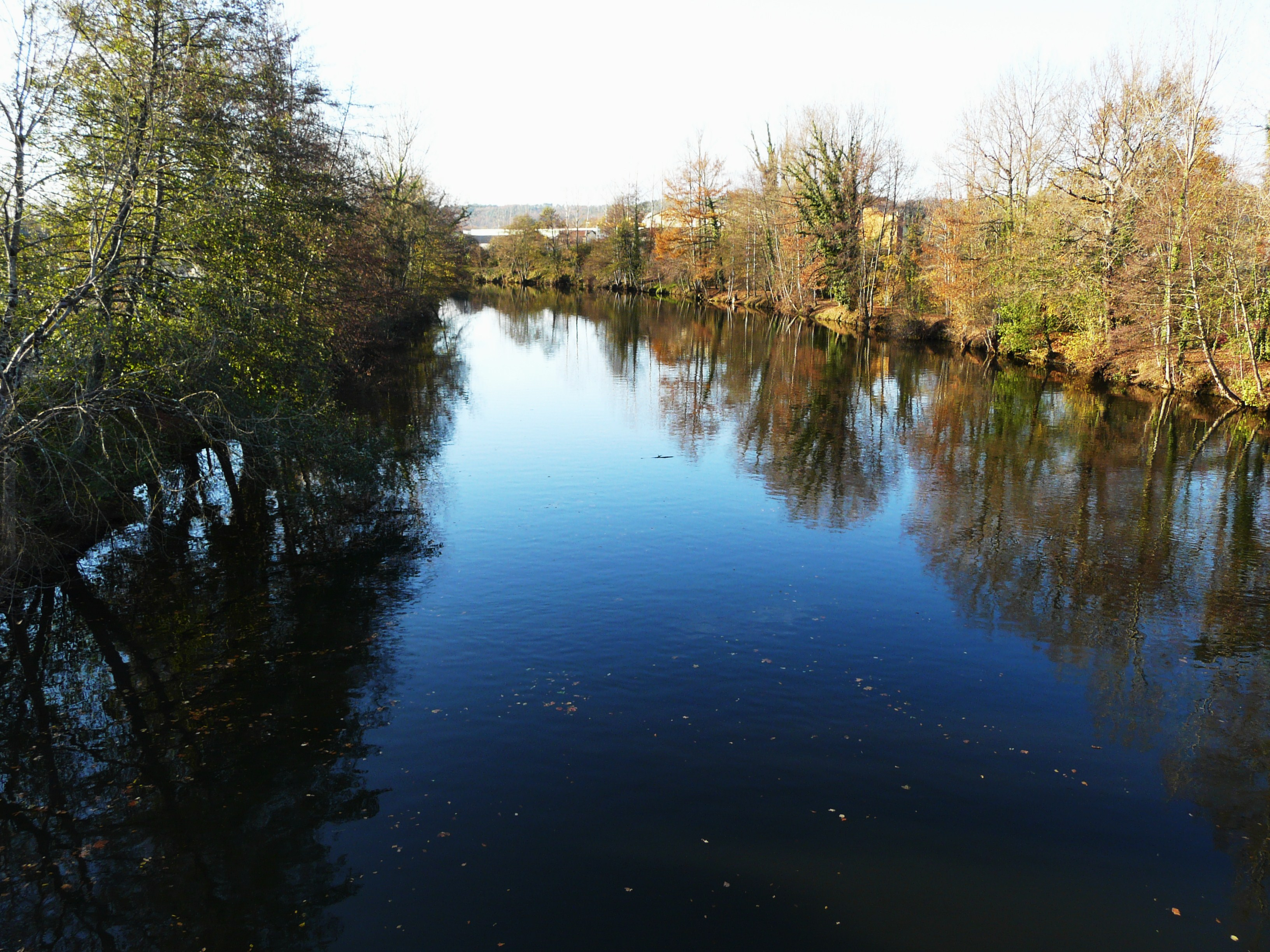
Река Иль
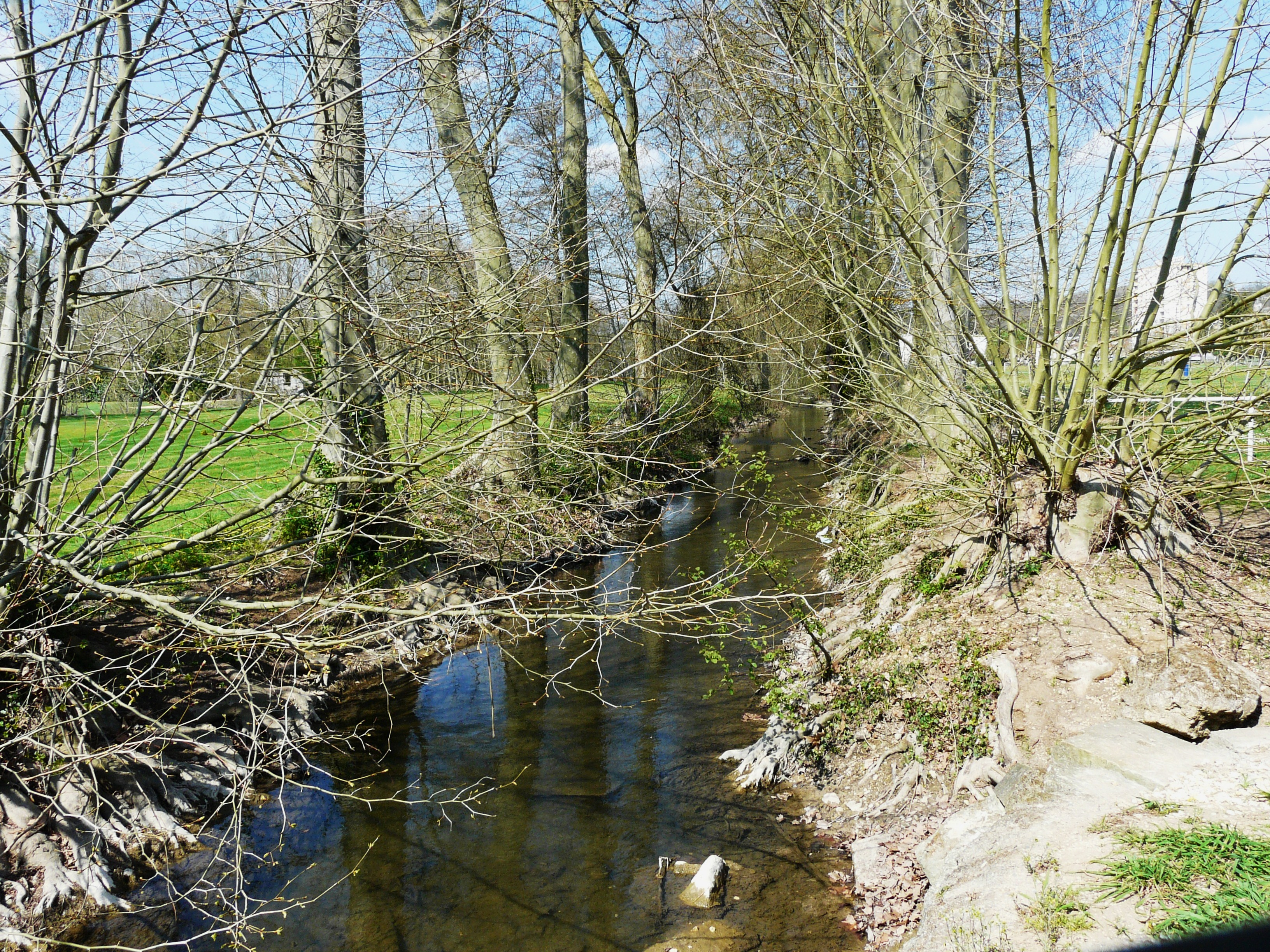
Река Боронна